# Velké Zimbabwe
Velké Zimbabwe neboli také Království Zimbabwe byl státní útvar na území dnešního státu Zimbabwe, který největší rozkvět zažil ve 14. a 15. století. Vládnoucím etnikem byli Šonové, hlavní město je známo pod názvy Velké Zimbabwe nebo Dzimbabwe (Domy z kamene - doslovný překlad šonštiny), které se nacházelo blízko dnešního města Masvingo, západně od řeky Mutirikwe. Dnes je Dzimbabwe významnou archeologickou památkou.

## Dějiny
Do oblasti Dzimbabwe začali Šonové přicházet okolo roku 1100. Prvním písemným pramenem o existenci Zimbabwe je deník arabského cestovatele Ibn Saída, z poloviny 13. století, v němž je zmínka o národu Soyouna, což je zřejmě zkomolenina slova "Šona". Rozkvět státu přišel ve 14. a 15. století, kdy archeologické nálezy dávají důkazy o čilém obchodním styku s východním pobřeží Afriky a potažmo muslimskými kupci. Dzimbabwe bylo také zřejmě důležitým překladištěm zlata. Mohlo jít až o 1000 kg zlata ročně, které se pravděpodobně těžilo v dolech v dnešní oblasti Leopard's Kopje.
V průběhu 16. století říše přestala existovat, důvody jsou neznámé, nic však nenasvědčuje tomu, že by do oblasti vnikla cizí vojska. Spekuluje se nad dlouhým obdobím sucha nebo epidemií nějaké nemoci.

### Objevování Evropany

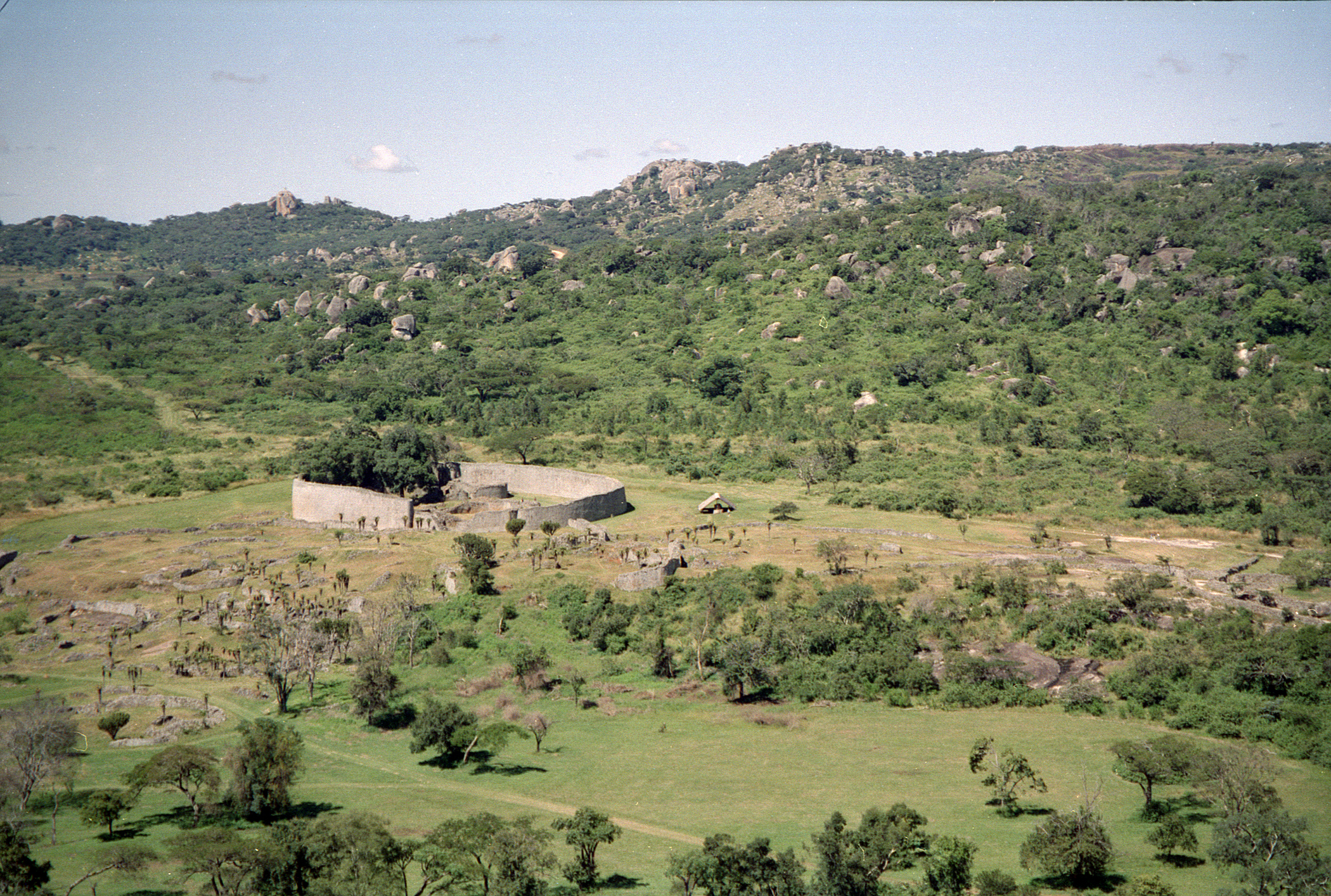
Ruiny hlavního města Dzimbabwe

Evropané se do této oblasti vydali především proto, aby ověřili tvrzení Bible, podle níž se někde na jihu Afriky nachází zlatonosná země Ofir. Zmínka se nachází ve Starém Zákoně a to v 1. knize královské (9:28, 10:11, 22:49), v 1. knize Paralipomenon (29:4) a 2. knize Paralipomenon (8:18, 9:10), dále také v knihách Job (22:24, 28:16), Žalmy (45:10) a Izajáš (13:12).
Zmínka o záhadné zemi plné zlata se objevuje i u řeckého zeměpisce Ptolemaia, který ji pojmenoval Sofala. Přístav Sofala skutečně existoval, byl to v té době nejjižnější arabský přístav. Na jeho místě později vzniklo město Nova Sofala.
V roce 1502 do tohoto přístavu připlul Vasco da Gama, který odtud na evropský kontinent zlato opravdu přivezl, oblast však byla pod správou arabských kupců, proto evropská kolonizace této části Afriky začala až v 19. století.
První Evropan, který nalezl kamenné rozvaliny Dzimbabwe, byl v roce 1871 mladý německý cestovatel Karl Mauch, který poslal do Evropy zprávu, že se zde nachází velké množství starých a opuštěných zlatých dolů s tavicími pecemi. Bylo to v době objevení zlata v oblasti Kimberley, a tak za řeku Limpopo vyrazila řada dobrodruhů, kteří se ale nesetkali s žádným velkým úspěchem. Karl Mauch také jako první vyslovil názor, že Dzimbabwe je rozvalinami biblické země Ofir, neboť podle tehdejších názorů nebyli černoši schopni vytvořit městské společenství.
V roce 1876 Dzimbabwe navštívil Emil Holub.
Mýtus o říši Ofir podporoval i britský novinář Richard N. Hall, který v roce 1902 rozvaliny Dzimbabwe dostal do správy. Svými neodbornými vykopávkami způsobil nenapravitelné škody. Oproti tomu o několik let později egyptolog David Randal Mac-Iver provedl nové výzkumy a vyvrátil názory, že se jedná o fénické nebo arabské stavby, neboť na nich není poznat žádný z evropských nebo orientálních vlivů. U většiny nalezeného zboží, vyjma dovezených luxusních předmětů, prokázal jejich africký původ. Anglická archeoložka Gertruda-Caton Thompson v roce 1929 provedla rozsáhlý průzkum a potvrdila Mac-Iverovy závěry.
Ve třicátých letech u evropské veřejnosti uspěl Leo Frobenius s bizarní teorií, že Dzimbabwe patřilo pod říši Eritrea a že ve tvářích Šonů jsou jasně rozpoznatelné mongolské rysy – tedy že město bylo postaveno Araby a že až sem doléhal vliv Zlaté Hordy. K těmto závěrům došel po analýze místní orální historie.
Čistě africký původ Dzimbabwe potvrdil až radiokarbonový rozbor zbytků dřevěných trámů zachovaných jako součást kamenných zdí z roku 1952, který přinesl zjištění, že místní výstavba probíhala v rozmezí 12. až 15. století, čímž byly zcela vyvráceny mýty o fénickém či jakémkoliv jiném přispění. Přesto se legenda o nečernošském původu Dzimbabwe udržela až do 70. let dvacátého století, zejména v době vlády ministerského předsedy Rhodesie Iana Smithe, zastávajícího názor o primitivnosti černošské kultury, neschopné založit kamenné město.